# Tee-Pferde-Straße

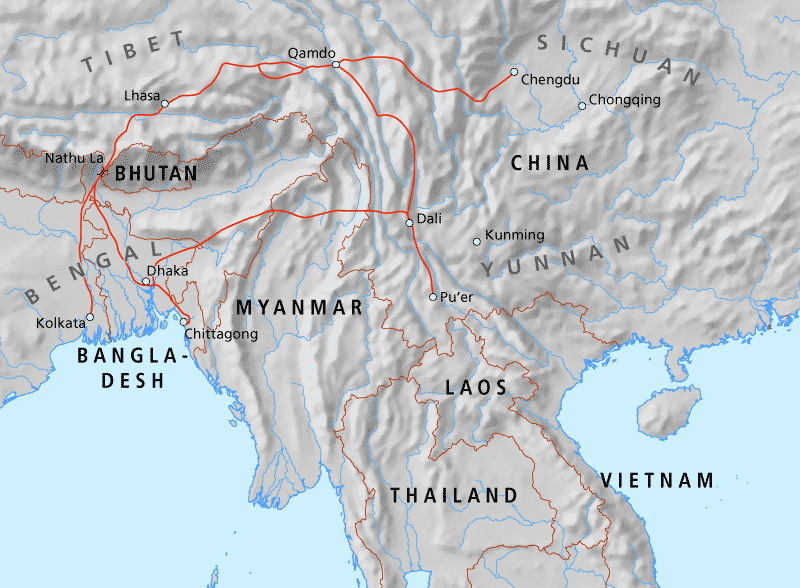
Routen der Tee-Pferde-Straße in Rot.

Die Tee-Pferde-Straße (chinesisch 茶馬道 / 茶马道, Pinyin Chámǎdào, auch 茶馬古道 / 茶马古道,  Chámǎgǔdào – „Alte Tee-Pferde-Straße“) war ein Handelsweg zwischen den chinesischen Provinzen Yunnan (云南) und Sichuan (四川) im Osten und Tibet und Indien im Westen. Manchmal wird sie auch Südliche Seidenstraße genannt. Von den zahlreichen Teerouten, die von den Teeanbaugebieten in diesen beiden Provinzen in alle Himmelsrichtungen führten, hatte sie die größten landschaftlichen Hindernisse zu überwinden. Sie kreuzte mehrere Gebirgskämme von bis zu mehr als 4000 Meter Höhe und mehrere große Flüsse. Acht Monate pro Jahr war sie wegen verschneiter Pässe unterbrochen.

## Geschichte

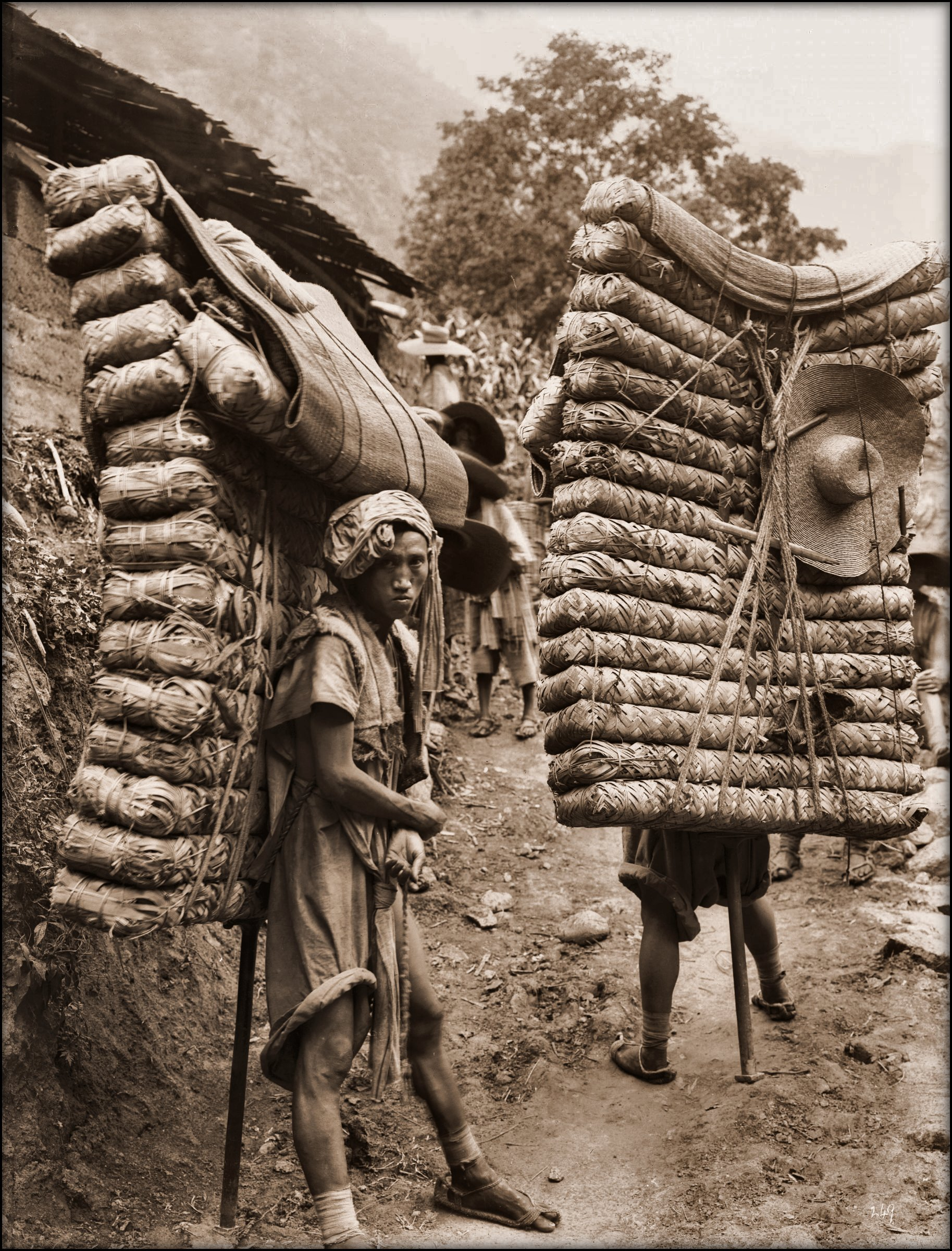
Sichuan 1908, Ziegeltee für Tibet, mit 15 bis 17 Paketen „Teeziegeln“ pro Träger.

Im 7. bzw. 8. Jahrhundert kamen die Tibeter auf den Geschmack von sogenanntem Ziegeltee aus Yunnan. Als Tauschware bot man Pferde, da diese in Teilen Südchinas äußerst rar waren. Ein Kriegspferd hatte den Gegenwert von 20 bis 60 kg Tee. So kam in der Tang-Dynastie (618–907) der Handel zwischen Tibet und Yunnan in Schwung.
Seine Blüte hatte er in der Song-Zeit (960–1279), als Kontrollposten bis zu 2000 Händler am Tag zählten und teilweise um die 7.500 Tonnen Tee pro Jahr nach Lhasa gebracht wurden.
Unter der mongolischen Herrschaft (Yuan-Dynastie, 1279–1368) brach der Handel etwas ein. Unter den Ming-Kaisern (1368–1644) erholte er sich wieder, wurde aber zunehmend reglementiert.
Die Mandschu-Herrscher (Qing-Dynastie 1616–1912) schließlich verboten 1735 den Import von Pferden. Und als nach 1840 die Teeproduktion in Indien in Gang kam, ging das Land südlich des Himalaya als Markt für chinesischen Tee verloren, Tibet aber nicht.
Mit dem Bau von Landstraßen in Tibet in den 1960er Jahren endete der Karawanenverkehr.

## Waren
Die wichtigsten Güter waren Tee aus China, von dem der größere Teil nach Tibet und der kleinere Teil nach Indien ging, und Pferde aus Tibet, die in China vor allem für die Armee (im Süden des Reiches) gebraucht wurden. Der Teehandel erklärt sich daraus, dass es vor 1830 in Indien noch keinen Teeanbau gab. Tibet bezog zudem Salz aus China. Transportiert wurden auch Seide aus China und Opium nach China.

## Routen
Genau genommen bestand die Tee-Pferde-Straße zu einem großen Teil aus Saumpfaden und hatte mehrere Varianten. Pferde wurden zwar als Ware über diese Pfade geführt, aber als Lasttiere dienten wie in vielen anderen Gebirgsregionen Maultiere. Nicht wenige Karawanen bestanden aus Trägern.
Die nördlichen Routen, von Chengdu in Sichuan nach Westen und aus Dali (大理) in Yunnan nach Nordwesten, vereinigten sich im Kreis Markam (tibetisch སྨར་ཁམས; chinesisch 芒康, Pinyin Mángkāng) im Osten Tibets in Chengguan (tib. ཆབ་མདོ་) am Oberlauf des Mekong und führten von dort südlich des Oberlaufs des Saluen nach Lhasa (ལྷ་ས་). Von dort ging es über Gyangzê (རྒྱལ་རྩེ) und den Pass Nathu La (རྣ་ཐོས་ལ་) durch Sikkim nach Kalkutta in Bengalen.
Von Chengdu oder Dali waren es bis Lhasa etwa 2000 km, bis Kalkutta etwa 3000 km, aus den Hauptteeanbaugebieten im Süden und Osten Yunnans noch ein paar hundert Kilometer mehr.

Stationen der Routen der Tee-Pferde-Straße
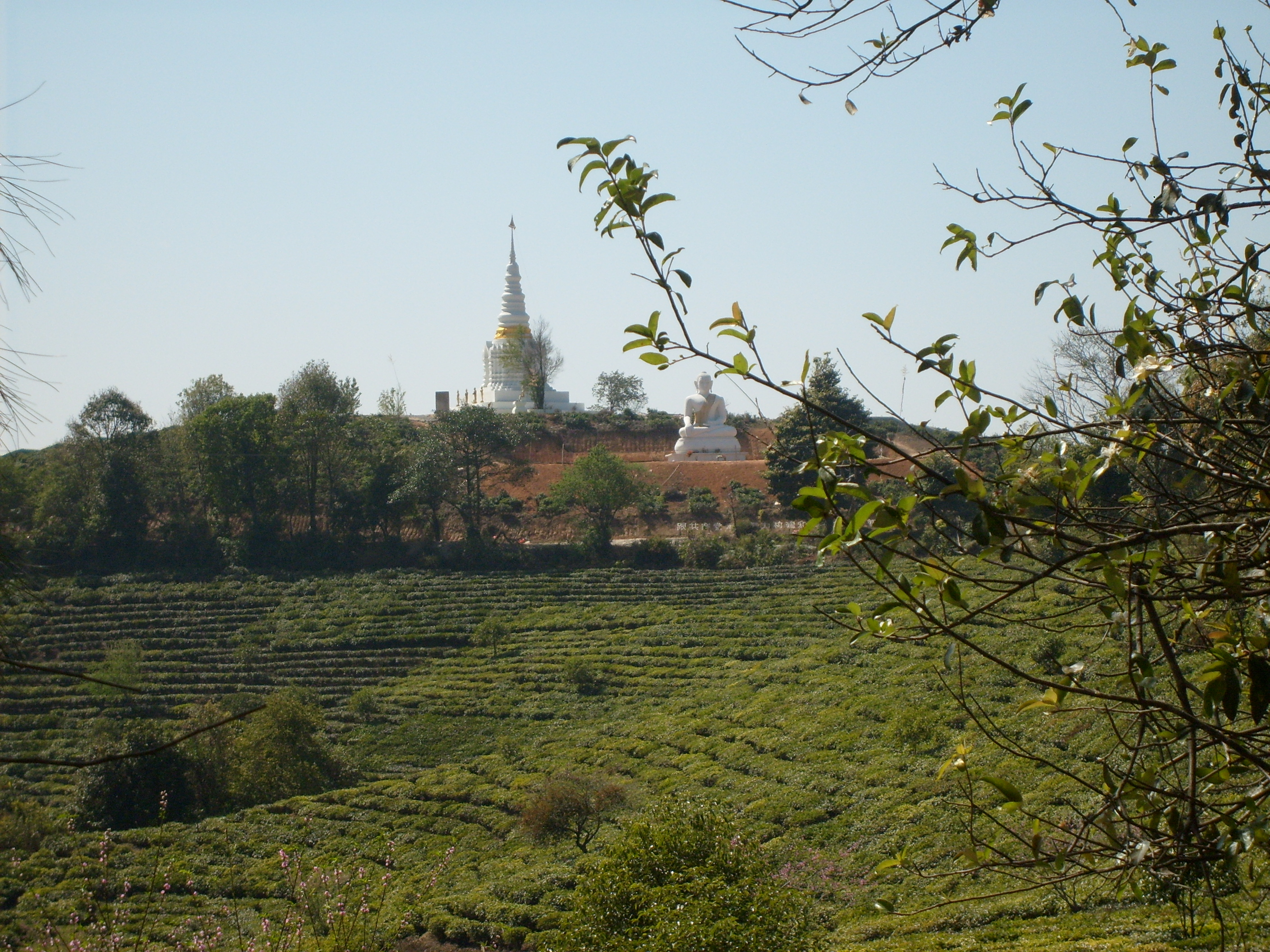
Teepflanzung bei Pu’er in Yunnan
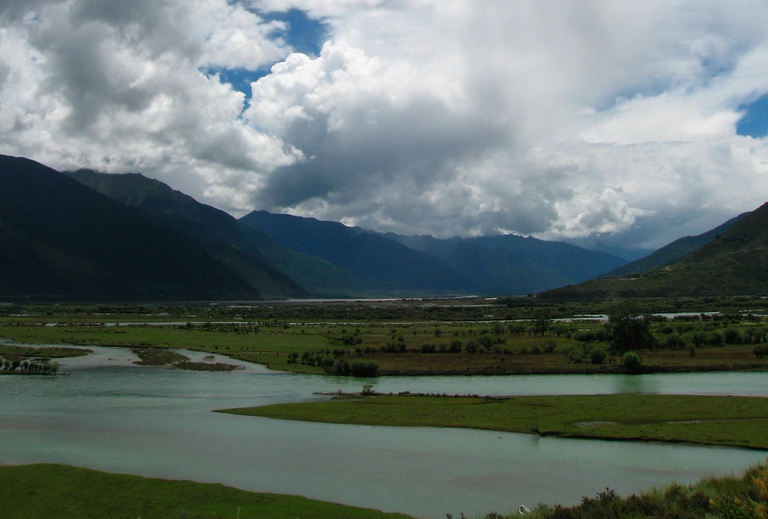
Mekongtal in Qamdo
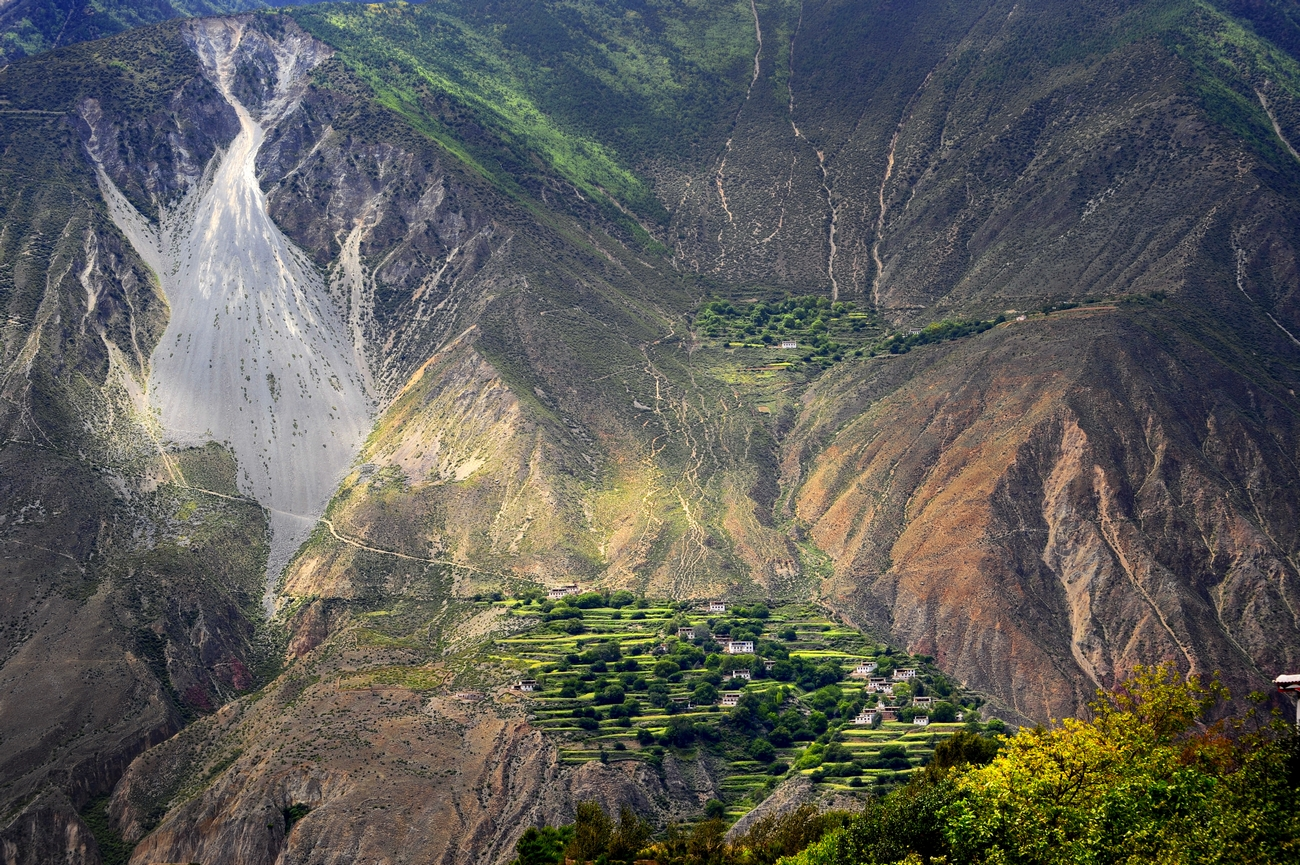
Markamgebiet
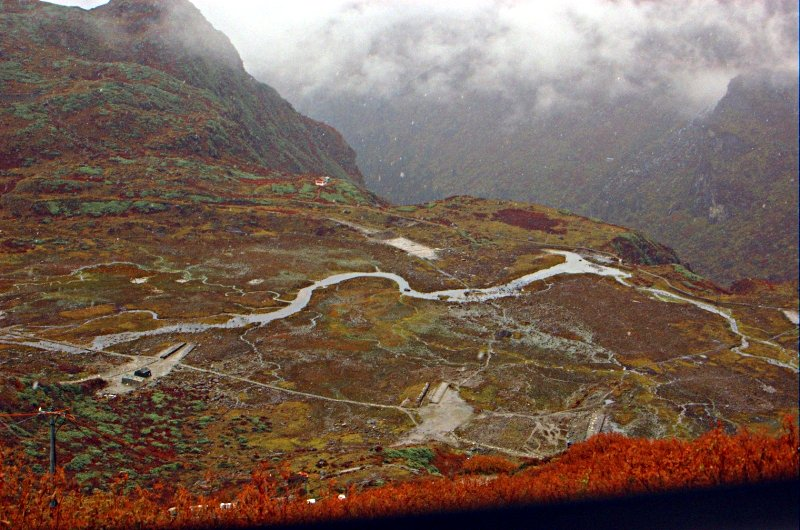
Der Pass Nathu La

Weniger stark benutzt wurden die südlichen Routen nach Indien, die von Dali durch den Norden Myanmars, Nagaland und das Brahmaputra-Ganges-Delta Kalkutta erreichten. Sie waren zwar kürzer und passierten geringere Höhen als die nördlichen, dafür aber mehr Grenzen und die Gebiete unkontrollierter Bergvölker. Und Tibet lag abseits dieser Routen. Da Tibet der Pferdeexporteur war, sind sie nicht der Tee-Pferde-Straße zuzurechnen.
Nördliche wie südliche Routen vermieden das besonders unwegsame Gebirge Hengduan Shan (横断山).